# Josef Simon (Pflanzenphysiologe)
Josef Simon (* 10. Oktober 1868 in Manderscheid, Rheinprovinz; † 13. Februar 1945 in Dresden) war ein deutscher Pflanzenphysiologe.

## Leben
Simon begann an der Universität München Pharmazie zu studieren. 1894 wurde er Mitglied der Münchner Landsmannschaft Transrhenania im  Coburger Landsmannschafter Convent. Als Inaktiver wechselte er an die Universität Erlangen. Dort bestand er 1895 das pharmazeutische Examen. Anschließend studierte er Chemie und Botanik in München. Zum Wintersemester 1896/97 kehrte er nach Erlangen zurück, wo er 1898 zum Dr. phil. promoviert wurde. Anschließend war er Assistent am bakteriologischen Institut der Universität und an der landwirtschaftlichen Kreisversuchsstation in Speyer. 1899 ging er an die pflanzenphysiologische Versuchsstation (für Saatgut) in Tharandt bei Dresden. Er war ab 1904 Abteilungsvorstand und nach Übersiedlung des Instituts nach Dresden 1904 Vorstand dieses Instituts. Er heiratete 1908 und wurde 1914 zum Professor ernannt. Am 6. November 1920 wurde er als Alter Herr des  Corps Transrhenania mit  Farben in den  Hohen Kösener Senioren-Convents-Verband übernommen. Zwischen 1933 und 1937 trat er in den Ruhestand. Die Luftangriffe auf Dresden kosteten ihn das Leben.

## Veröffentlichungen (Auswahl)
- Neuere Ergebnisse bodenbakteriologischer Forschungen, ihr Wert für die landwirtschaftliche Praxis. In: Mitteilungen der Ökonomischen Gesellschaft im Königreiche Sachsen 1908/09, S. 1–27 (auch separat Jena 1908 [= Sammlung von Vorträgen für praktische Landwirte 5).
- Die Beschaffung und Beurteilung des Saatgutes für Futter- u. Gründungspflanzen mit besonderer  Berücksichtigung der diesjährigen Kleesaaten des Handels und ihrer Herkunft. Reichenbach, Leipzig 1915.